# Marianne Wex
Marianne Wex   (Hamburg, 13 de juliol de 1937 - Slesvig-Holstein, 13 d'octubre de 2020) fou una artista alemanya.
Marianne Wex era pintora de formació i s'interessà especialment pels diferents llenguatges corporals que utilitzen els homes i les dones. Entre 1972 i 1977, va retratar totes les postures concebibles dels homes i dones que anava coneixent en la seva vida quotidiana. Va arribar a fer unes 3.000 fotografies, i aleshores va començar a classificar-les per gènere i per postura.
El 1977, aquestes juxtaposicions de llenguatge corporal per gènere es van exhibir per primer cop a Berlín, en el context de l'exposició «Künstlerinnen International 1877-1977» (Mostra Internacional de Dones Artistes 1877-1977). Les fotografies de Wex desenvolupaven les idees que ja s'havien perfilat en la seva obra principal, Let’s Take Back Our Space: Weibliche und männliche Körpersprache als Ergebnis von patriarchalen Strukturen (Recuperem el nostre espai: el llenguatge corporal femení i masculí com a resultat de les estructures patriarcals, 1979), una tipologia d'experiències sobre les relacions jeràrquiques entre els homes i les dones.